# Dylan Parham
Dylan Parham (Carrollton, Georgia, 24 de agosto de 1999) es un jugador profesional estadounidense de fútbol americano, se desempeña en la posición de lineman en Las Vegas Raiders, en la National Football League (NFL).

## Carrera
Fue seleccionado en la tercera ronda en la Reunión Anual de Selección de Jugadores de la NFL de 2022. Hizo su debut profesional con el equipo Las Vegas Raiders, donde lleva jugando dos temporadas.